# Hammerweg (Weiden in der Oberpfalz)
Hammerweg ist ein Stadtteil der kreisfreien Stadt Weiden in der Oberpfalz. Mit 5.651 (31. Dezember 2023) Einwohnern ist er nach dem Stadtteil Rehbühl der zweitbevölkerungsreichste der Stadt und liegt im Norden des Stadtgebietes.

## Lage
Hammerweg liegt etwa zwei Kilometer nördlich der Innenstadt am Flutkanal der Waldnaab, welcher die östliche Grenze zu Weiden-Ost bildet. Im Westen wird der Stadtteil durch die Schweinenaab zur Mooslohe und im Süden ebenfalls durch sie zum Stadtteil Scheibe begrenzt. Im Norden schließt sich die Gemeinde Altenstadt an der Waldnaab an, deren Siedlungsgebiet fast nahtlos an das Gewerbegebiet Am Forst anschließt.

## Geschichte
Die heutige Hammerwegstraße wurde bereits im Jahr 1573 erstmals erwähnt. Der Name leitet sich ab von einem Weg, welcher zu einem einstigen Hammerwerk führte, diese waren in der Oberpfalz zu jener Zeit weit verbreitet.
Seit den 1920er-Jahren entstanden im heutigen Stadtteilgebiet die Hammerweg- sowie die EAW-Siedlung, welche in dem damals weitgehend unbebauten, kargen Landstrich für die Arbeiter des königlichen bayerischen Eisenbahn-Ausbesserungswerks (EAW) errichtet wurden. Im Jahr 1936 wurden durch den Reichsarbeiterdienst zwei Barackenlager für Kriegsgefangene und eine Rennbahn auf dem heutigen Turnerbund-Gelände errichtet, welche nach dem Krieg von Heimatvertriebenen aus den ehemaligen Ostgebieten bewohnt wurden. Der Bau der Ostmarkstraße, heute Bundesstraße 22, wurde 1937 begonnen, jedoch erst in der Nachkriegszeit fertiggestellt. Ebenfalls fand im Jahr 1937 die Weihe der Kirche St. Konrad statt, die zentral gelegen an der Hauptstraße entstand.

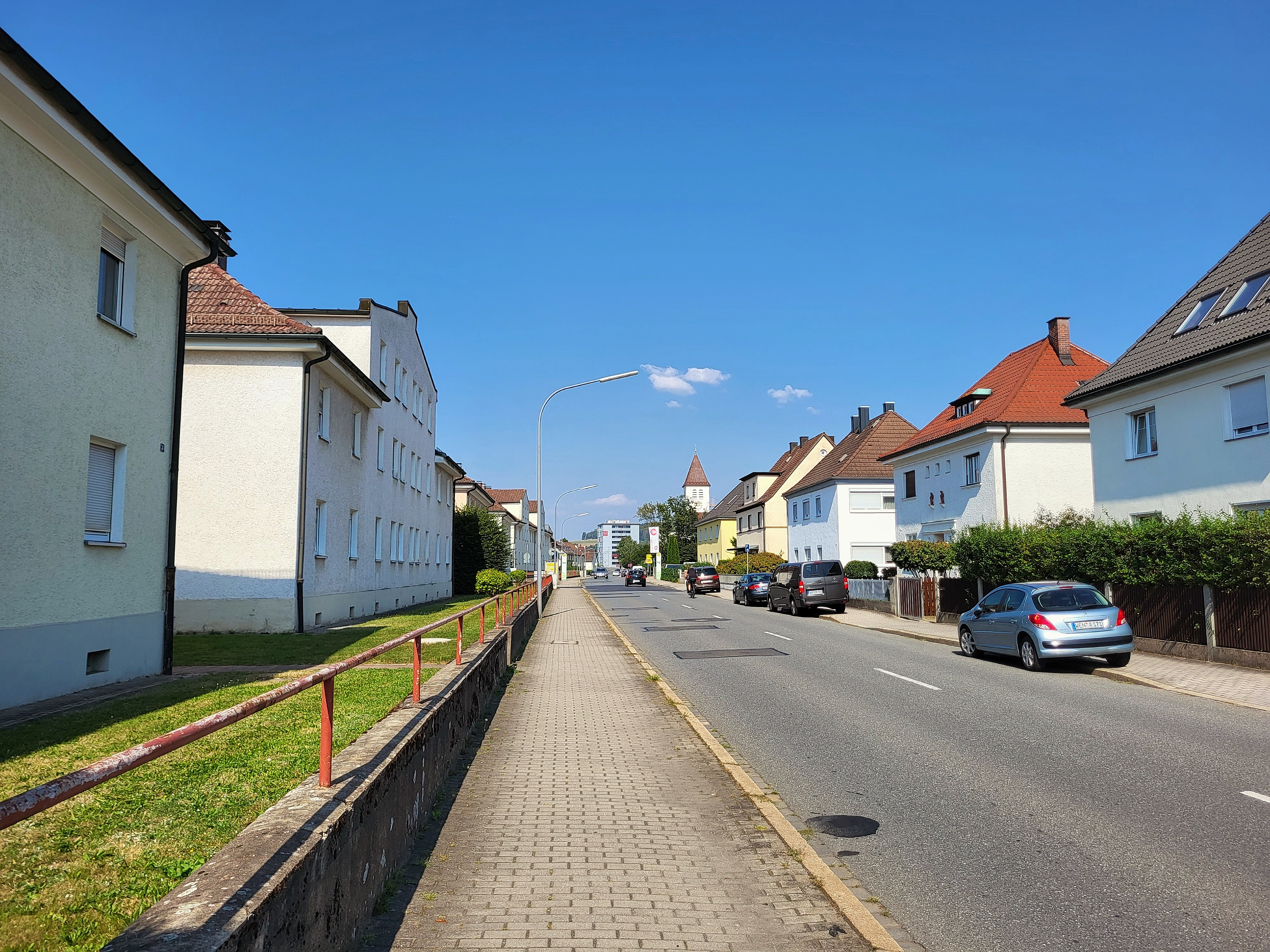
Hammerwegstraße
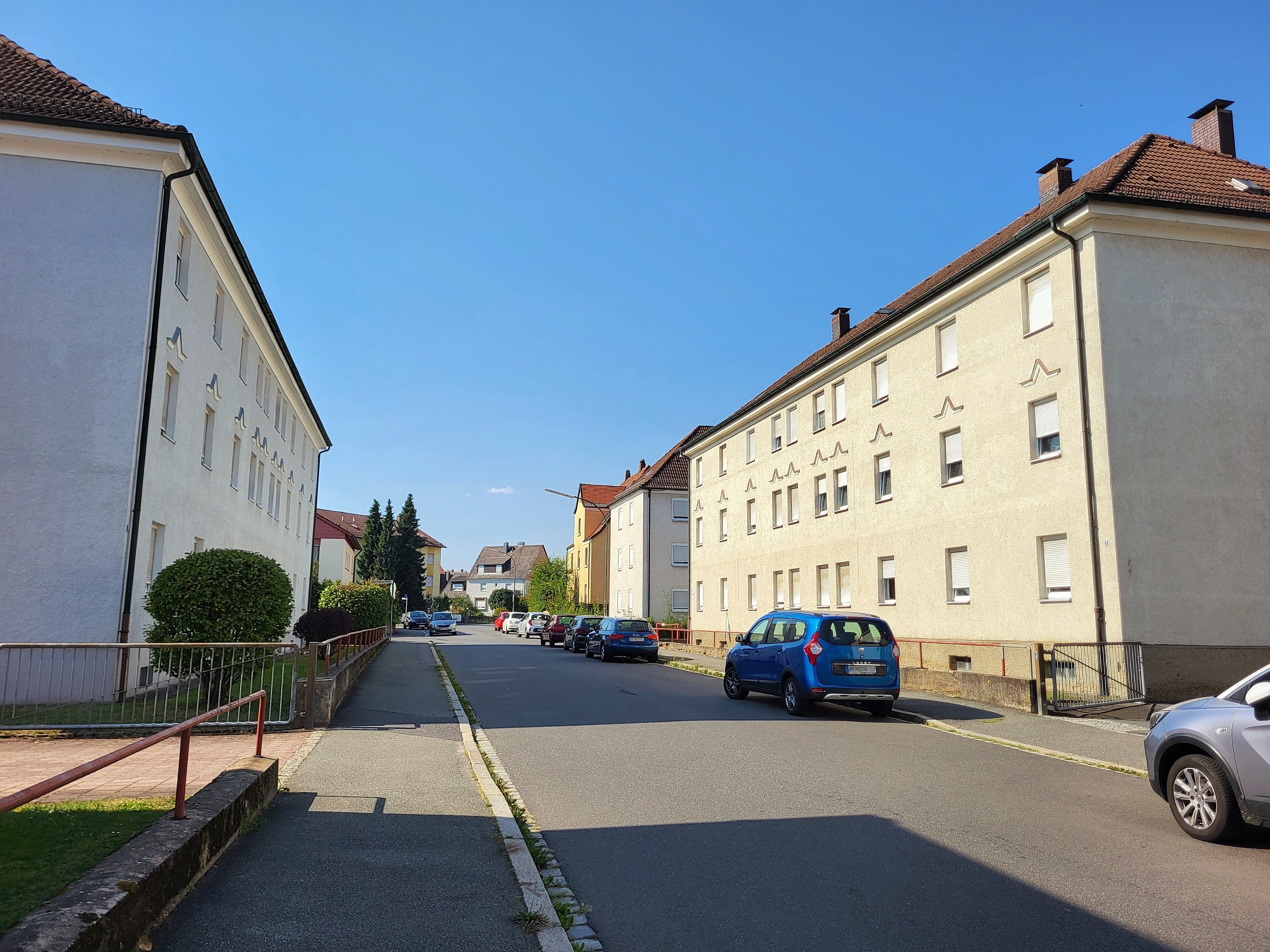
Siedlung Jahnstraße

Seit den 1950er-Jahren wuchs die Einwohnerzahl der Stadt Weiden stetig, sodass der Hammerweg ein rasantes Wachstum erfuhr. Durch die Stadt und die städtische Wohnungsbau-Gesellschaft entstanden zahlreiche Wohnblöcke und neue Wohnsiedlungen im südlichen Bereich des Stadtteils um die Konradskirche. Die frühere evangelische Notkirche wurde 1961 durch den Kirchenneubau von St. Markus abgelöst. Im Laufe der Jahrzehnte vergrößerte sich das Siedlungsgebiet immer weiter in Richtung Norden bis an die Stadtgrenze und zwei Industrie- und Gewerbegebiete wurden von der Stadt ausgebaut. Das Freizeitzentrum Weiden wurde von 1985 bis 1992 in zwei Bauabschnitten fertiggestellt und umfasst eine Eislaufarena und die Weidener Thermenwelt.

## Infrastruktur

### Bildungseinrichtungen

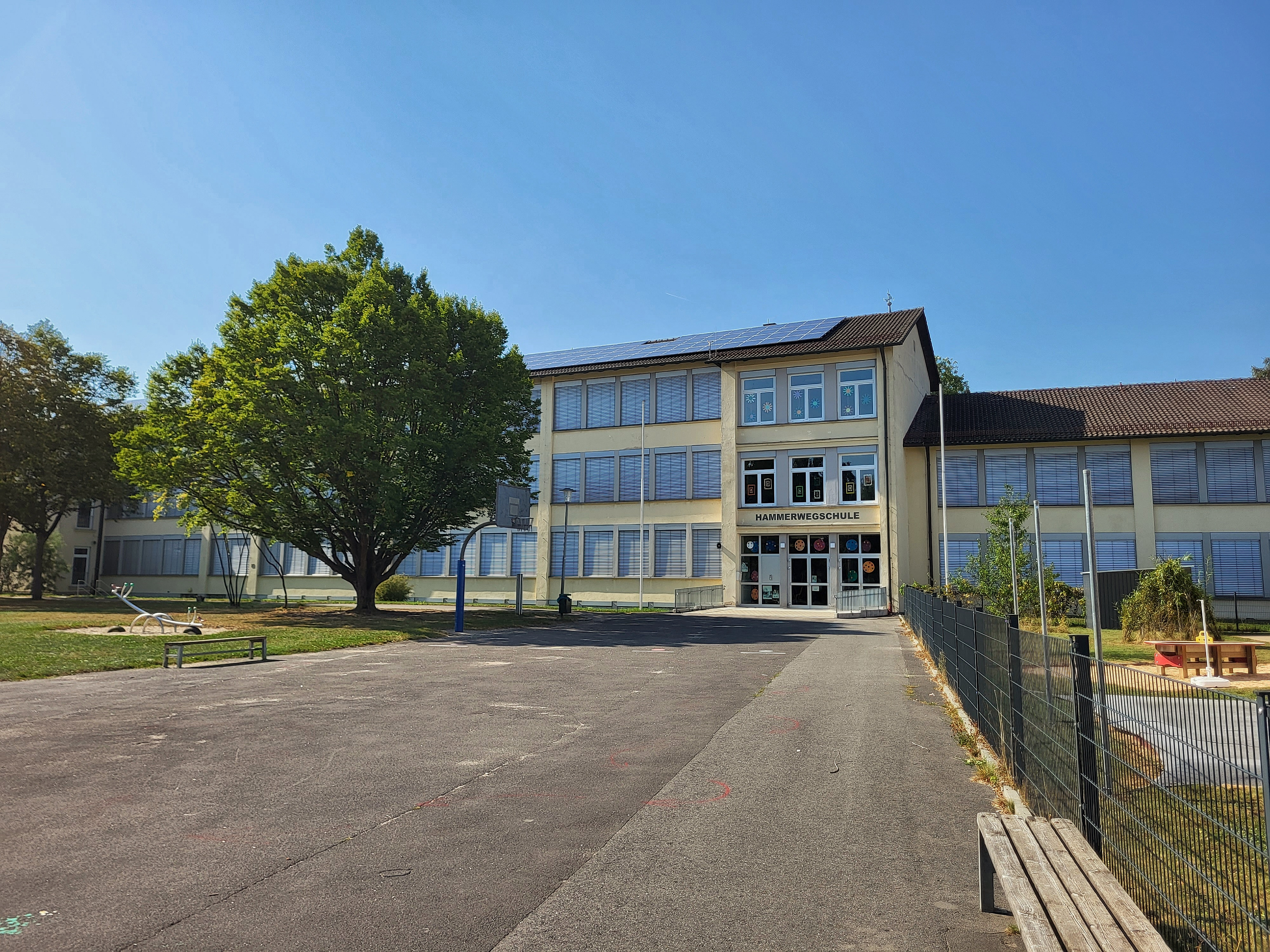
Hammerwegschule

Die Hammerweg-Grundschule stellt die zentrale Bildungseinrichtung dar und umfasst in ihrem Schulsprengel den gesamten Stadtteil. In der Beethovenstraße befindet sich die staatliche Landwirtschaftsschule des bayerischen Amtes für Ernährung, Landwirtschaft und Forsten Weiden-Tirschenreuth.
Im Stadtteil existieren die Kindergärten St. Konrad und St. Markus sowie die Johanniter-Kinderkrippe.

### Kirchen
Im Hammerweg gibt es zwei Pfarreien.
- Die römisch-katholische Pfarrkirche St. Konrad wurde in den Jahren 1936 und 1937 an der Hammerwegstraße errichtet.
- Die evangelisch-lutherische Kirche St. Markus in der Beethovenstraße entstand von 1960 bis 1961.

Im Park am Turnerbund-Gelände steht die sogenannte Striegl-Kapelle.

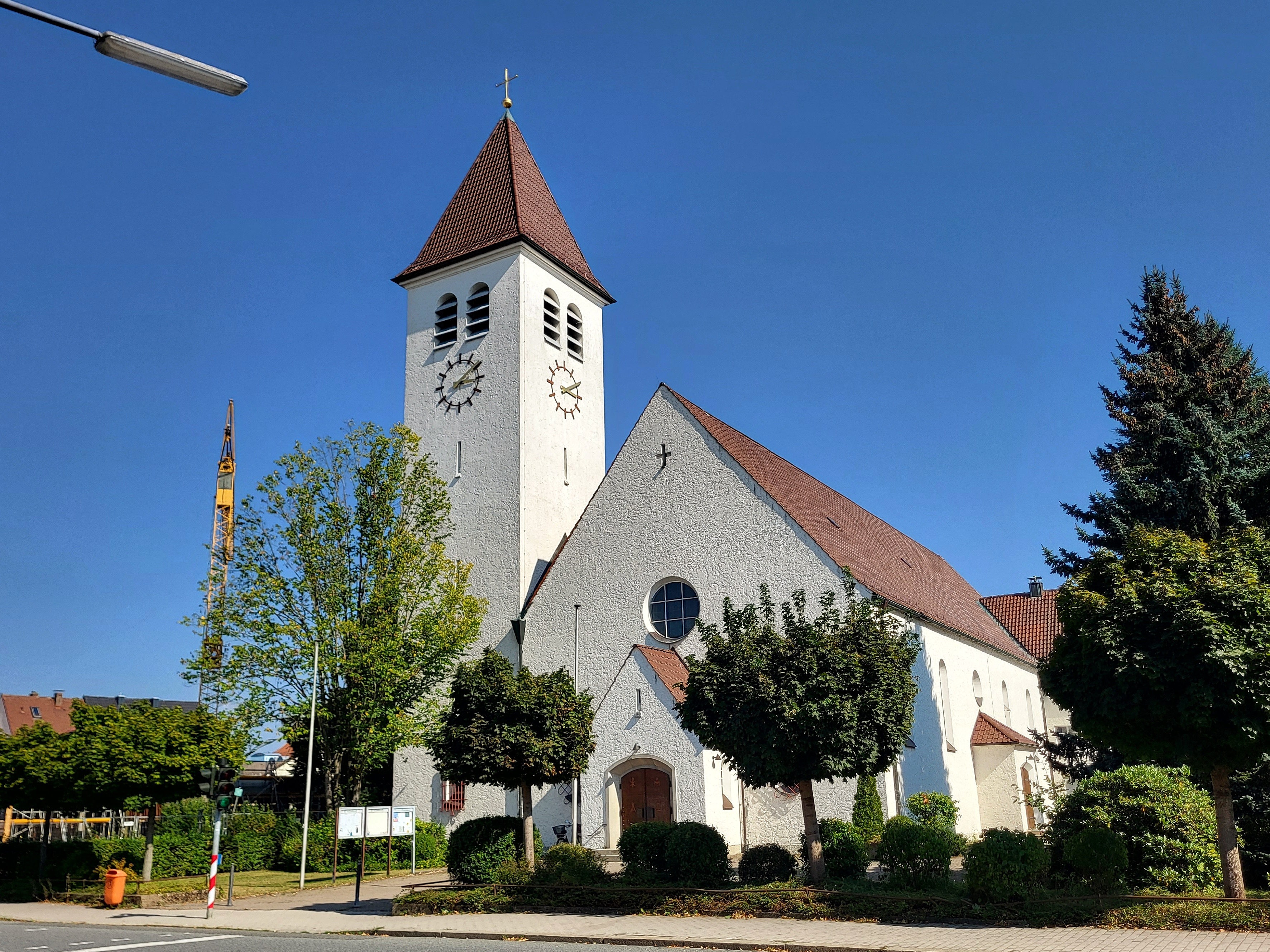
St. Konrad
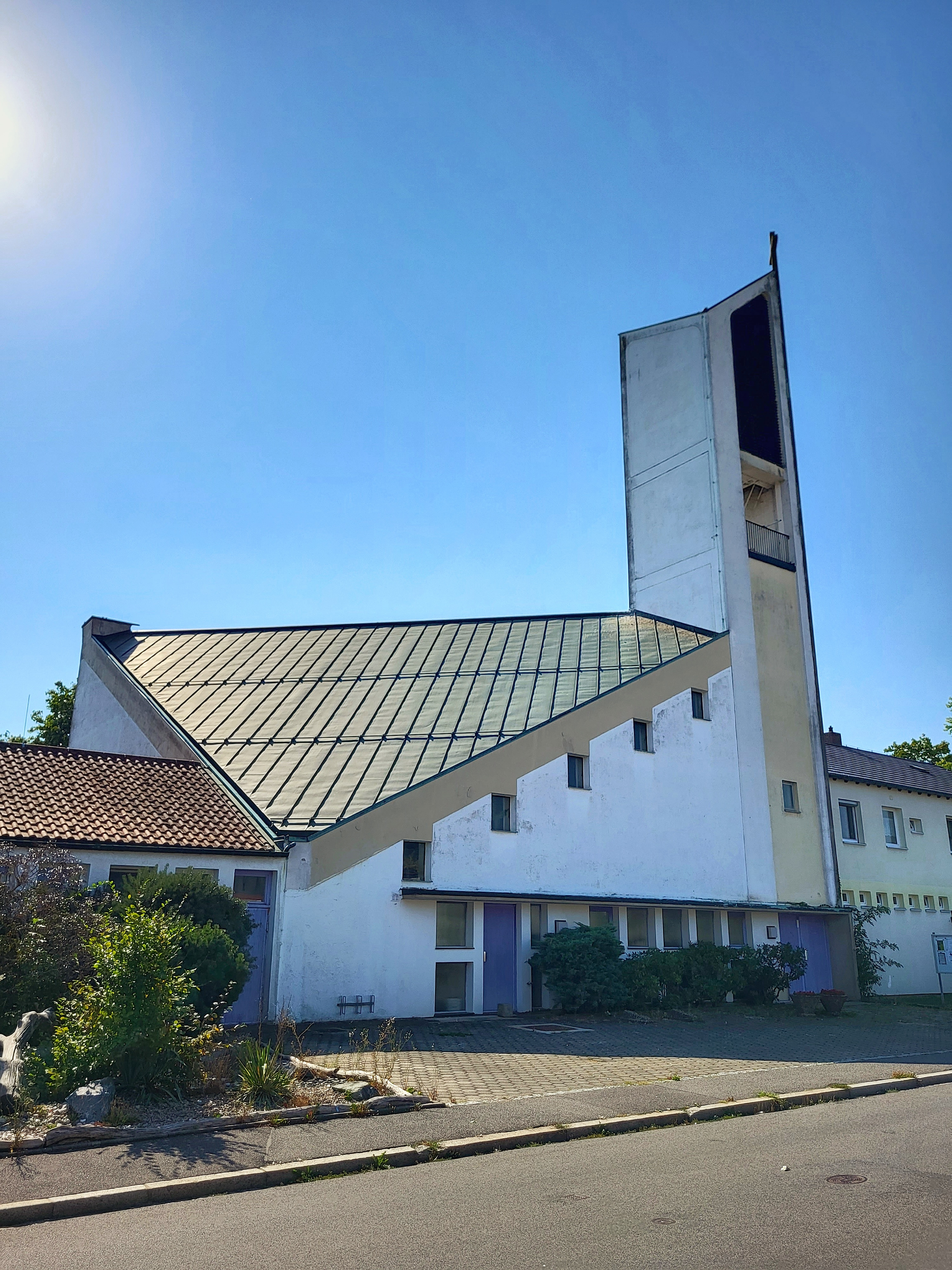
St. Markus
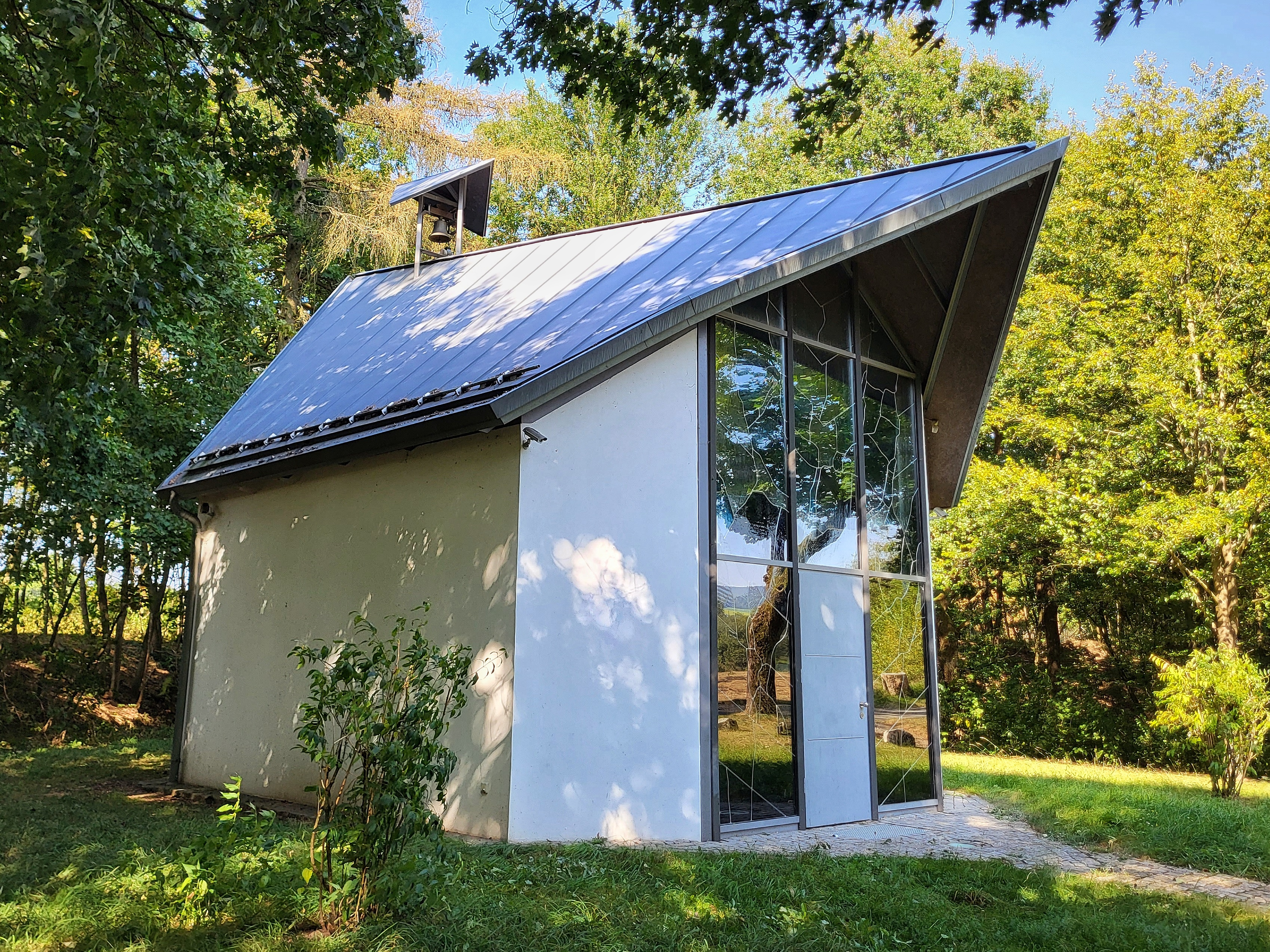
Striegl-Kapelle

### Gewerbe und Industrie
Im Norden des Hammerwegs liegt das Industriegebiet Am Forst. Das deutschlandweit tätige Unternehmen Auto-Teile-Unger hat dort seinen Firmensitz. Es gibt ein Werk der Firma Nachtmann zur Herstellung von Kristallglas. Seit Januar 2024 befindet sich im ehemaligen ATU-Zentrallager ein neues Zentrallager der Brauerei Heineken, welches für die Logistik der Produkte in ganz Deutschland zuständig ist. Weitere Unternehmen sind die Glas-Schöninger GmbH, die Milchunion Verwaltung GmbH und der Standort der Heidelberger Druckmaschinen AG.
Das Gewerbegebiet Nord im Stadtteilwesten beherbergt mehrere Geschäfte des täglichen Bedarfs, darunter das EDEKA Center Legat und je eine Filiale von Aldi Süd und Rossmann. Die beiden Großbäckereien Schaller und Brunner haben ihre Sitze im Gewerbegebiet. Der Volksfestplatz der Stadt befindet sich ebenfalls auf dem Gelände.

### Verkehr
Durch den Stadtteil verlaufen die Bundesstraße 22 sowie die Bahnstrecke Weiden-Marktredwitz-Oberkotzau in Richtung Hof. Die Neustädter und die Dr.-Martin-Luther-Straße bilden zusammen eine zentrale Erschließungsachse zwischen der Innenstadt und der B 22 sowie Altenstadt. Ein zusätzlicher Bahnhaltepunkt für den Stadtteil wurde in der jüngeren Vergangenheit geplant, jedoch wurde das Vorhaben bisher nicht realisiert.
Die Autobahnausfahrt Weiden-Nord verbindet die Bundesautobahn A 93 mit dem Gewerbegebiet Am Forst und der Neustädter Straße.
Die Buslinie 1 bzw. 91 des Stadtbus Weiden verkehrt von der Haltestelle Ulmenweg über die Innenstadt und den ZOB bis nach Rothenstadt in beide Richtungen.

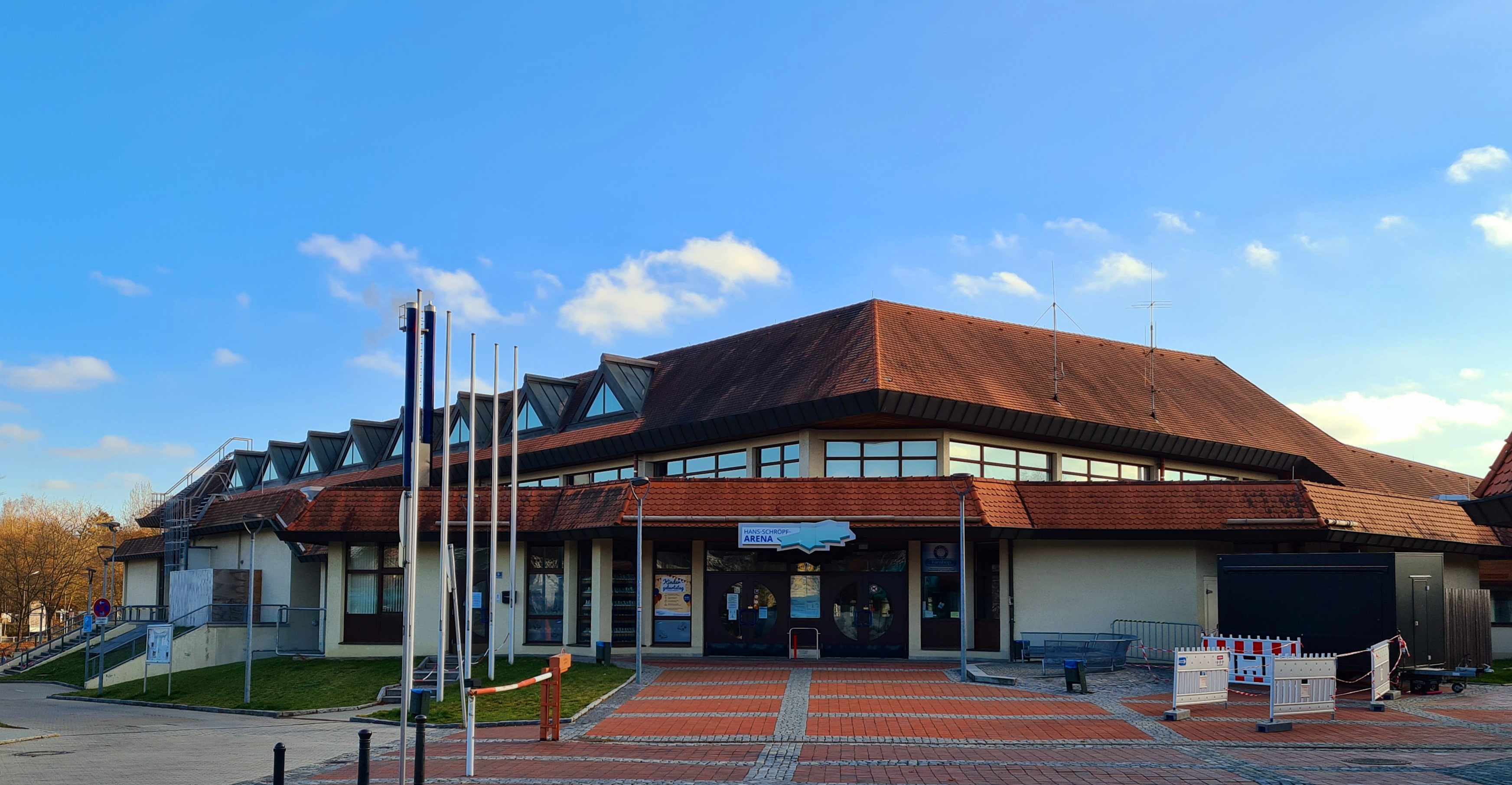
Hans-Schröpf-Arena

## Freizeit
Der Volksfestplatz der Stadt Weiden befindet sich im westlichen Bereich des Stadtteils. Dort finden regelmäßig das Frühlingsfest und das Volksfest statt. Im Stadtteil befindet sich das Weidener Freizeitzentrum mit der Thermenwelt und der Hans-Schröpf-Arena.